# Surf (browser)
surf è un browser minimalista sviluppato da suckless.org, privo di comandi grafici e utilizzabile anche senza mouse, grazie ai comandi da tastiera.
Sviluppato dal 2009, usa WebKit in una versione portata per GTK, e al suo interno ha poche funzioni, tanto che è compilabile in pochi minuti e le configurazioni si fanno cambiando i file header e ricompilando il browser.